# أوربيتال ساينسيز إكس-34

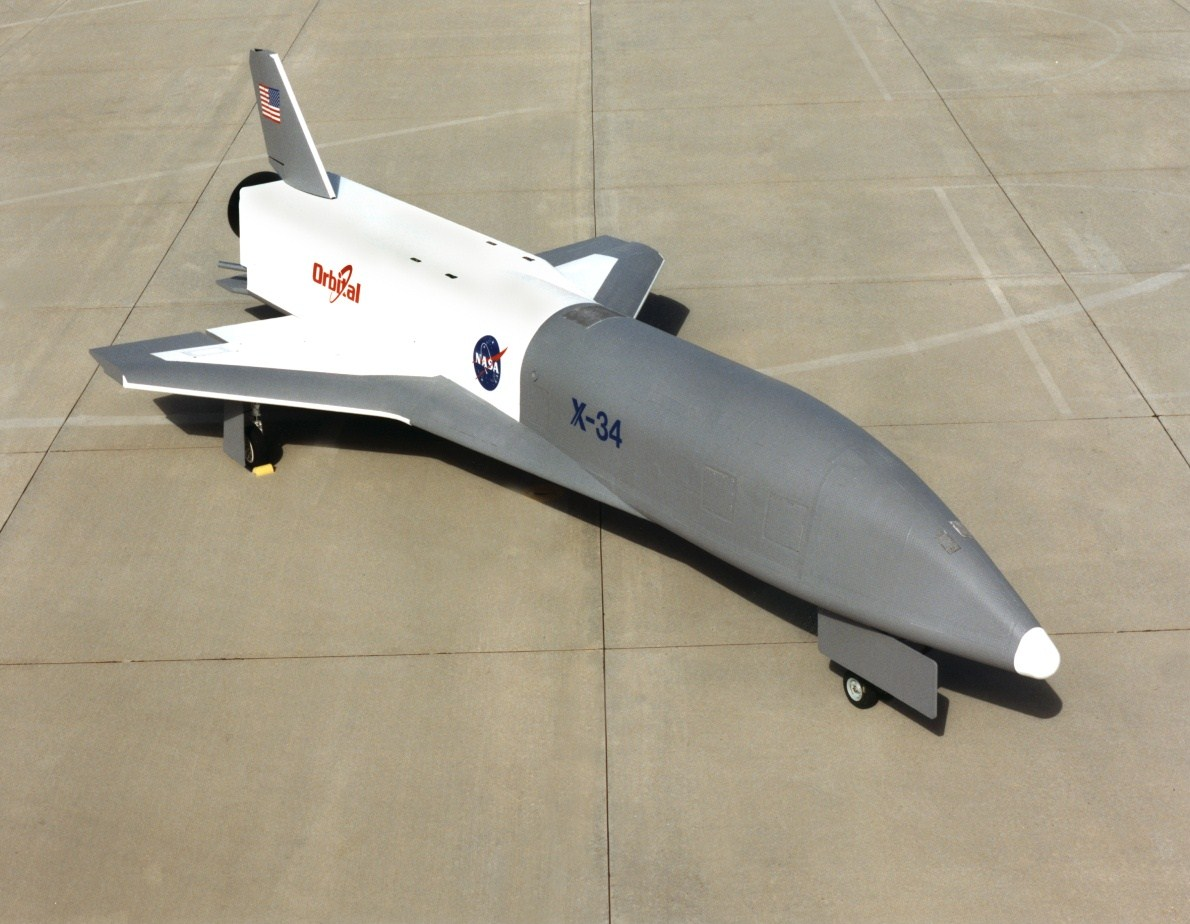
Orbital Sciences X-34

أوربيتال ساينسيز إكس-34 (بالإنجليزية: Orbital Sciences X-34) هي طائرة لشركة أوربيتال ساينسيز كانت مصممة أساسا للاستخدام كمركبة فضاء يمكن استعادتها واعادة استخدامها على نمط مكوك الفضاء، ولكنها أصغر وكانت تعلق عليها آمال خفض تكاليف الاستخدامات.

## التاريخ
كانت الطائرة إكس-34 مصممة كطائرة دون طيار تنطلق إلى الفضاء محمولة على صاروخ حامل يقوم بتعجيلها إلى سرعة 5 ماخ، كانت مصممة لتعمل بمحرك صاروخي بالوقود السائل من نوع «فاستراك» صممته ناسا يمكنها بالطيران بسرعة حتى 8 ماخ. وعلقت عليها الآمال بأن تقوم بـ 25 بعثة إلى الفضاء سنويا. اختبرت الطائرة إكس-34 في ظل اختبار طائرات تجريبية أخرى. ثم ألغي تمويلها في عام 2001.
صنعت طائرتان من هذا النوع وجربت الواحدة منهما على الطيران عن طريق تحميلها على طائرة كبيرة من نوع لوكهيد إل-1011 تريستار. بعد ذلك بقيتا في إحدى هناجر قاعدة إدواردز للقوات الجوية للتخزين حتى 16 نوفمبر 2010. ثم تم نقلهما إلى هنجر آخر تابع للمدرسة الوطنية لطياري الاختبار في «موجيف» كاليفورنيا. وتفكر ناسا حاليا في فحصهما واستعادة استخدامهما في الطيران.
.

## مواصفاتها العامة

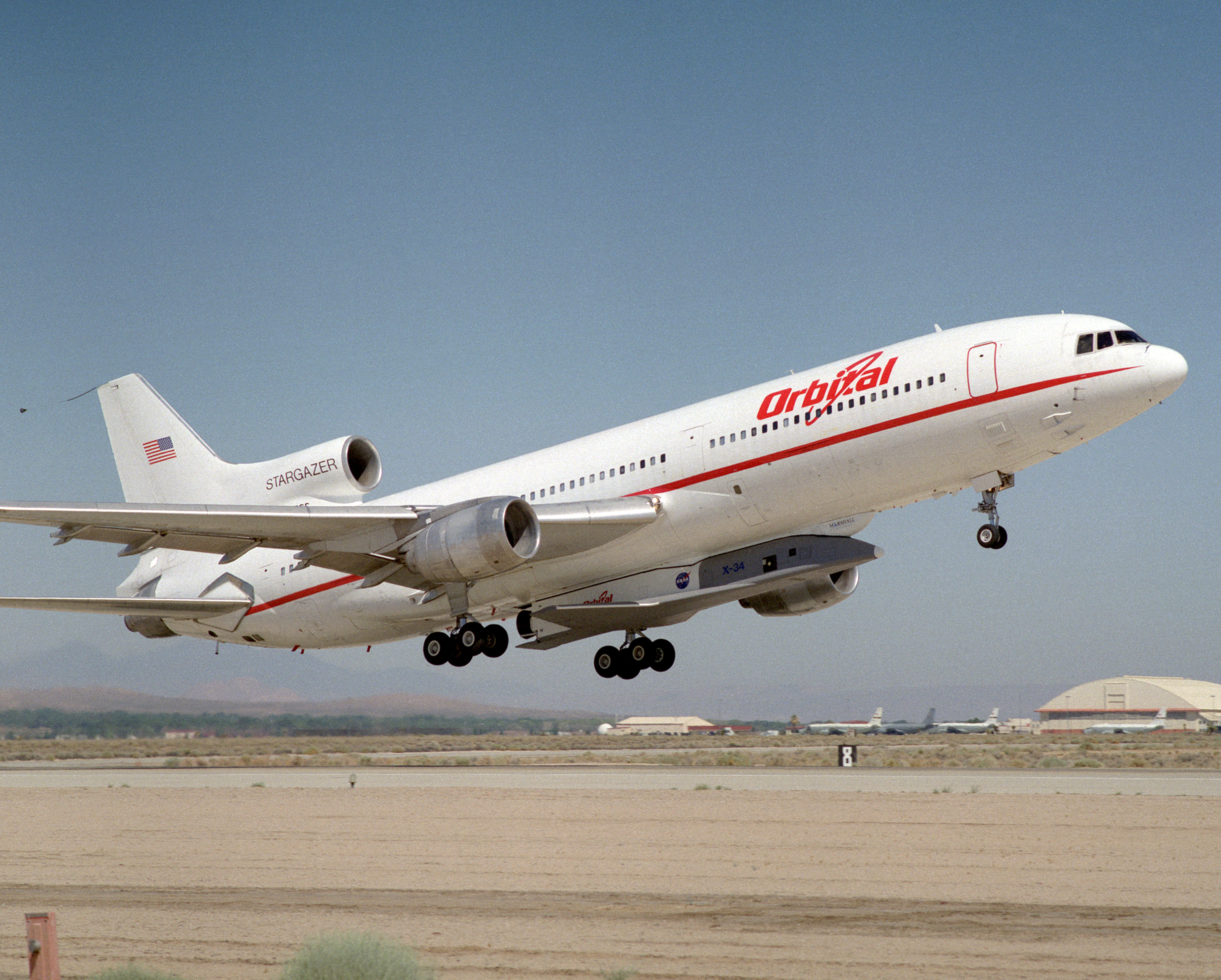
طائرة لوكهيد L-1011 تريستار تحمل الطائرة X-34

| المواصفة      | بيانات                                                 |
| ------------- | ------------------------------------------------------ |
| الطيران الأول | 29 يونيو 1999 محمولة على طائرة Lockheed L-1011 TriStar |
| المنتج        | شركة أوربيتال ساينسيز                                  |
| عرض الجناحين  | 8,2 متر                                                |
| طول الطائرة   | 17,7 متر                                               |
| الطاقم        | 0 (طيران آلي)                                          |

## وصلات خارجية
- NASA Dryden X-34 Technology Testbed Demonstrator Photo Collection
- Federation of American Scientists

## اقرأ أيضا
- سبيس إكس
- أوربيتال ساينسيز
- مدار متزامن
- نظام التموضع العالمي
- ستاندارد ميسايل 3
- أبولو 11
- صاروخ آريس
- صاروخ حامل